# بيرت فوغلر
بيرت فوغلر (28 نوفمبر 1876 - 9 أغسطس 1946) (بالإنجليزية: Bert Vogler)‏ هو لاعب كريكت جنوب أفريقي. شارك مع منتخب جنوب أفريقيا الوطني للكريكت.

## وصلات خارجية
- بيرت فوغلر على موقع إي آس بي آن كريك إنفو (الإنجليزية)